# 徐皇后
徐皇后（じょこうごう）は、明の第3代皇帝である永楽帝（朱棣）の皇后である。

## 生涯
朱元璋（洪武帝）に仕え、明の建国に貢献した元勲で魏国公・中山王の位にあった徐達の長女。弟に靖難の変で建文帝側について最後まで戦った徐輝祖がいる。
幼い頃から読書を好んだ才女で、「学者」とまで称された。その噂を聞いた朱元璋は、四男で見込みのあった朱棣の正妻として嫁がせるよう徐達に頼み込み、洪武9年（1376年）に結婚した。容姿は美しくないが機知に富み、夫婦仲は良く、7人の子供を産んだ。朱元璋の皇后である馬氏に特に寵愛されたという。
建文元年（1399年）に靖難の変が起こると、燕王朱棣の本拠である北平（北京）に建文帝軍の将である李景隆が攻めてくる。このとき北平を守っていたのは朱能とわずかな兵士だったが、徐氏も出征中の兵士の妻を集め、自らも鎧を着て奮戦したという。建文4年（1402年）に靖難の変が終結すると、弟である徐輝祖の助命を夫に嘆願して許され、夫が皇帝に即位すると皇后になった。
慎み深い性格で、皇后になっても驕ることはなく、自らの一族を重用することは決してなかった。文化事業に熱心で、古人の格言・善行を編纂した「内訓」や「高皇后聖訓」「勧善」などがある。
永楽5年（1407年）7月に死去した。享年46。仁孝慈懿誠明荘献配天斉聖文皇后と諡された。永楽帝は彼女の死を深く悲しみ、チベットから僧侶を招いて盛大な葬儀を行なったと伝わっている。

## 子女
- 朱玉英（永安公主）
- 朱高熾（洪熙帝）
- 朱高煦（漢王）
- 永平公主
- 朱高燧（趙王）
- 安成公主
- 咸寧公主